# Торбеево (Мордовия)
Торбе́ево (мокш. Тарбей) — рабочий посёлок (с 30 ноября 1959 года), административный центр Торбеевского района Республики Мордовия (с 16 июля 1928 года) и поселковой администрации.
Население 8970 чел. (2021).
Расположен на реке Виндрей в 127 км к западу от столицы республики города Саранска (171 км по автодорогам), через Торбеево проходит автодорога М-5 «Урал» (подъезд к Саранску) и Московско-Казанский исторический железнодорожный ход с одноимённой станцией.

## Этимология
Название-антропоним: от тюркского имени Торбей.

## История
Упоминается в исторических документах 1667 года как деревня Тарбеевка. Со второй половины XVII века ею овладели служилые люди Тарбеевы, потомки мурзы Мердулах Бия Тарбеева, перешедшего из Орды на службу Великому князю Василию II Тёмному в 1440 году.
В 1929 году создан колхоз «Комсомолец» (председатель колхоза Прокофий Юшкин), МТС (в 1958 году реорганизована в РТС).
В 1931 году в Торбееве насчитывалось 1540 человек. В 30-х годах выпускалась газета «За социалистическую деревню», работали аптека, ресторан, детские ясли, был заложен парк, в 1940-х годах вступил в строй элеватор, в 50-х — здание РК КПСС (ныне администрации района), в 70-х — трехэтажное здание узла связи, построены здания исполкома райсовета, ДК, школы № 1. Насчитывалось 28 улиц.
В 1980-е годы в районе работало 8 промышленных предприятий и 7 строительных организаций. В эти годы построены автовокзал, библиотека, поликлиника, аптека, школа № 3, детские сады «Ромашка» и «Красная шапочка», жилые микрорайоны.

## Климат
| Показатель                    | Янв.  | Фев.  | Март  | Апр.  | Май  | Июнь | Июль | Авг. | Сен. | Окт. | Нояб. | Дек.  | Год   |
| ----------------------------- | ----- | ----- | ----- | ----- | ---- | ---- | ---- | ---- | ---- | ---- | ----- | ----- | ----- |
| Абсолютный максимум, °C       | 1,9   | 4,0   | 16,0  | 27,3  | 32,0 | 33,6 | 34,5 | 36,0 | 31,6 | 21,6 | 15,0  | 7,8   | 36,0  |
| Средний суточный максимум, °C | −6,2  | −4,3  | 0,9   | 11,7  | 21,5 | 23,7 | 26,0 | 24,9 | 18,1 | 9,7  | 1,4   | −2,9  | 10,4  |
| Средняя температура, °C       | −9    | −7,4  | −3    | 6,2   | 15,1 | 17,7 | 19,8 | 18,4 | 12,5 | 5,6  | −1,3  | −5,2  | 5,8   |
| Средний суточный минимум, °C  | −11,8 | −10,4 | −6,6  | 1,8   | 9,3  | 12,0 | 14,0 | 12,9 | 8,1  | 2,4  | −3,6  | −7,6  | 1,7   |
| Абсолютный минимум, °C        | −30,9 | −31,2 | −23,4 | −11,1 | −1,9 | 0,8  | 3,5  | 2,7  | −2,3 | −13  | −19,4 | −26,8 | −31,2 |
| Норма осадков, мм             | 40,9  | 31,7  | 29,9  | 34,5  | 39,3 | 61,5 | 60   | 61,7 | 51,3 | 43,5 | 31,9  | 38,3  | 524   |
| Источник:                     |       |       |       |       |      |      |      |      |      |      |       |       |       |

## Население
| \| 1959[3] \| 1970[4] \| 1979[5] \| 1989[6] \| 2002[7] \| 2009[8] \| 2010[7] \| \| -------- \| -------- \| -------- \| -------- \| -------- \| -------- \| -------- \| \| 4644 \| ↗7010 \| ↗7424 \| ↗8924 \| ↗9351 \| ↘9270 \| ↗9373 \| \| 2012[9] \| 2013[10] \| 2014[11] \| 2015[12] \| 2016[13] \| 2017[14] \| 2018[15] \| \| ↘9321 \| ↘9230 \| ↘9145 \| ↘9112 \| ↘9105 \| ↘8937 \| ↘8890 \| \| 2019[16] \| 2020[17] \| 2021[1] \| \| \| \| \| \| ↘8880 \| ↘8876 \| ↗8970 \| \| \| \| \| 1000 2000 3000 4000 5000 6000 7000 8000 9000 10 000 1970 2010 2016 2021 |       |       |       |       |       |       |
| 1959 | 1970  | 1979  | 1989  | 2002  | 2009  | 2010  |
| 4644 | ↗7010 | ↗7424 | ↗8924 | ↗9351 | ↘9270 | ↗9373 |
| 2012 | 2013  | 2014  | 2015  | 2016  | 2017  | 2018  |
| ↘9321 | ↘9230 | ↘9145 | ↘9112 | ↘9105 | ↘8937 | ↘8890 |
| 2019 | 2020  | 2021  |       |       |       |       |
| ↘8880 | ↘8876 | ↗8970 |       |       |       |       |

## Инфраструктура
В рп. Торбеево функционируют две средних общеобразовательных и одна основная школы, районная библиотека, четыре детских сада, учреждения для дополнительного образования детей, Торбеевский районный дом культуры, Торбеевский колледж мясной и молочной промышленности, Торбеевская межрайонная больница, дом-музей Героя Советского Союза М. П. Девятаева, районная газета «Торбеевские новости» и прочее.

## Экономика
В рп. Торбеево действуют компрессорная станция № 26 (филиал «Газпрома»), один из крупнейших в стране мясоперерабатывающих комплексов: филиал ООО "МПК «Атяшевский», агропромышленное предприятие ООО "МАПО «Торбеево», ООО «Молоко» (бывший маслозавод) и прочие предприятия.

## Русская православная церковь
Русская православная церковь представлена Торбеевским благочинием, которое относится к Краснослободской и Темниковской епархии Мордовской митрополии Московского патриархата.

## Известные уроженцы
- Девятаев Михаил Петрович — гвардии старший лейтенант, лётчик-истребитель. Герой Советского Союза. Совершил побег из немецкого концлагеря Пенемюнде на угнанном немецком бомбардировщике Heinkel He 111 вместе с группой 9 советских военнопленных.

## Достопримечательности
- Дом-музей М. П. Девятаева, открывшийся 8 мая 1975 года и впоследствии ставший филиалом Мордовского республиканского объединённого краеведческого музея имени И. Д. Воронина, посвящён подвигу уроженца поселка — лётчика-истребителя Михаила Петровича Девятаева, совершившего с группой советских военнопленных героический побег из немецкого концлагеря на острове Узедом на угнанном немецком бомбардировщике.
- Памятники: воинам, погибшим в годы Великой Отечественной войны, В. И. Ленину, памятник М. П. Девятаеву рядом с домом-музеем летчика, а также памятник-реалия — самолёт МиГ-15УТИ на въезде в посёлок[18].